# Hymedesmia planisigma
Hymedesmia planisigma är en svampdjursart som beskrevs av Topsent 1928. Hymedesmia planisigma ingår i släktet Hymedesmia och familjen Hymedesmiidae. Inga underarter finns listade i Catalogue of Life.